# Микоремедијација
|  | Овај чланак је део дисеминационих активности уз подршку Фонда за науку Републике Србије, Програм ДИЈАСПОРА, #6464843, MeMEAS у сарадњи са Хемијским факултету Универзитета у Београду. Садржина ових текстова не изражава ставове Фонда за науку Републике Србије. Датум уноса: октобар—децембар 2023. Википедијанци: Ова група ученика ће писати чланке на подстраницама, где ће остати до краја периода уноса и оцењивања. Позовамо вас да помогнете ученицима и дате им смернице током израде. |

Микоремедијација је скуп порцеса којим се гљиве користе како би се уклониле загађујуће супстанце из животне средине. Овај приступ је економичан и еколошки прихватљив, јер гљиве могу ефикасно да уклоне различите токсичне супстанце из загађене средине или отпадних вода. Иако је термин "гљиве" широк и укључује и макроскопске гљиве (попут печурака), у контексту микоремедијације често се односи на микроскопске гљиве. 
Гљиве су широко распрострањени хемохетеротрофни организми, присутни у копненим и воденим срединама. Већина познатих гљива су аеробне и стога насељавају оксидативна окружења, мада су анаеробне гљиве пронађене у зонама са минималним количинама кисеоника, као што су океани или дигестивни тракти животиња. Гљиве су познате као деградатори комплексних органских материјала, укључујући лигнин и целулозу, као и других материјала биљног порекла који су чести отпад у пољопривреди. Захваљујући својим интра- и екстрацелуларним ензимским комплексима и способности излучивања киселина, гљиве могу да метаболишу широк спектар једињења, укључујући и неорганске и органске загађујуће супстанце. Ензими гљива често се карактеришу ниском специфичношћу према супстрату. Парадоксално, то представља предност, јер неспецифични ензими катализују широк спектар реакција омогућавајући гљивама да користе разноврсна једињења као извор угљеника и енергије. Биодеградационе способности гљива готово су универзално повезане са оксидативним ензимским реакцијама посредованим разноврсним скупом оксидаза и пероксидаза. Стога, гљиве обично захтевају оксидативно окружење за своје функције.
Ензимске способности гљива су класификоване у интра- и екстрацелуларне процесе. Највише проучавани екстрацелуларни ензими гљива су различите оксидоредуктазе, посебно лаказе, које користе кисеоник, и пероксидазе (манган пероксидаза, лигнин пероксидаза), које користе H2O2 као терминални акцептор електрона. Међу најпознатијим екстрацелуларним реакцијама које разграђују загађујуће супстанце су оксидације хидроксил-радикалима, који раскидају двоструке везе у цикличним или алифатичним структурама. Хидроксил-радикали потичу од кинонског циклуса након деловања лаказа или хидроксилација зависна о пероксиду. Обе ове реакције су егзергоне природе (ослобађају енергију) и омогућавају разградњу комплексних структура загађујућих супстанци у лакше разградљиве метаболичке интермедијере.

## Микоремедијација полиароматичних угљоводоника (ПАХ)
Микоремедијација полиароматичних угљоводоника (ПАХ) представља ефикасан приступ уклањању ових органских загађивача из животне средине. ПАХ, који се често ослобађају током изливања нафте и непотпуног сагоревања угља и дрвета, представљају озбиљан ризик за људско здравље и околину.
Експерименти које су извели Валентин и сарадника истраживали су способност гљива из рода Bjerkandera да подстакну разградњу штетних једињења попут пирена, дибензотиофена и феналена у реактору с муљем. Pleurotus ostreatus је такође идентификован као користан у процесу уклањања ПАХ-ова.
Ефикасност уклањања угљоводоника из нафте од стране Pleurotus tuber-regium варирала је у зависности од степена контаминације. На стопама контаминације од 1,0%, 2,5% и 5,0%, ефикасност уклањања била је 20%, 18,7% и 18,8%. Током трогодишњег периода на истим нивоима контаминације, ефикасност уклањања је значајно порасла на око 40%, 39% и 38%.
Анализа 16S rRNA пружа увид у динамику конзорцијума микроба у процесу ремедијације ПАХ. Ензими попут манган пероксидазе, произведени током овог процеса, доприносе ефикасности ремедијације. Ganoderma lucidumсе издваја као ефикасан агенс у разградњи фенантрена и пирена. Сој Pycnoporus sanguineus показује високу активност лаказе при чему деградује антрацен у in vivo условима. Применом сојева Trichoderma asperellum H15 истраживачи су забележили значајну разградњу фенантрена у земљи која је била тешко контаминирана.
Гљиве које су ограничено настањене у загађеним обалним сланим наносима, попут Fusarium solani, показују способност разградње ароматичних угљоводоника. Ово сугерише на потенцијал ових гљива да се користе у процесу биоремедијације на загађеним обалама, где су ароматични угљоводоници чести загађивачи.
Pleurotus ostreatus, још једна врста гљиве, такође се истиче у процесу елиминације органских хлорованих једињења. То укључује загађиваче попут DDT-a, HCH-a, алдрина и диелдрина. Ова органска хлорована једињења често су присутни као загађјујуће супстанце у животној средини, а способност Pleurotus ostreatus да их елиминише чини је корисном у поступку биоремедијације.
Trichoderma viride је идентификован као ефикасан уклањач циклодина, укључујући алдрин и диелдрин. Ово указује на способност овог соја гљиве да се бори против загађивача који спадају у класу циклодиина, који су такође широко распрострањени и потенцијално опасни по животну средину. Гљиве Penicillium sp., Rhizopus sp., Aspergillus niger, Aspergillus terrus и Cochliobolus lutanus, показале су способност разградње угљоводоника из нафте.
Pleurotus ostreatus, познат као буковача, не само да разграђује угљоводонике, већ поседује и терапеутска својства попут антиоксидативних, антиканцерогених, имуностимулативних и антиинфламаторних. Ова гљива је показала способност да преноси воду, храну, бактерије и загађиваче дуж мицелија, што омогућава равномерну дистрибуцију ресурса за разградњу загађивача.

## Микоремедијација фармацеутика
Како водене тако и гљиве изазивачи белог труљења су обећавајући кандидати за третман фармацеутског отпада. Међу њима, водена гљива Mucor hiemalis показала се способном да уклони ацетаминофен из загађених вода фармацеутских отпадака. Такође је била у могућности да апсорбује и уклони други лек диклофенак. Гљива Trametes versicolor апсорбовала је напроксен и његове интермедијере до недетектабилних нивоа у року од 6 сати. T. versicolor је могла да разгради аналгетик кетопрофен. У процесу разградње напроксема и кетопрофена од стране T. versicolor, указује се на значај лигнинолитичких ензима и цитохрома 450 у микоремедијацији. T. versicolor такође може да разгради друге лекове попут кодеина, диазепама, карбамазепина, метопролола, при чему су ови експерименти изведени унутар биореактора. Phanerochaete chrysosporium може извршити оксидативну деградацију различитих антиинфламаторних лекова унутар реактора са додавањем супстратa. Мицелије јестиве гљиве Lentinula edodes разградиле су антиинфламаторни лек пироксикам. Ова гљива лучи различите ензиме са оксидационом активношћу, што може бити механизам за оксидативну деградацију пироксикама. Студије су такође показале улогу биосорпције у уклањању фармацеутских лекова.

## Микоремедијација антибиотика
Антибиотици су једна од главних класа лекова широко коришћених широм света. Многи антибиотици такође доспевају у животну средину путем испуштања из фармацеутских индустрија, одлагања непотрошених антибиотика, фекалија и урина, отпада из болница и непажљиве употребе у сточарству и аквакултури. Испуштање антибиотика у животну средину може утицати на економију, животну средину и јавно здравље. 
Микоремедијација може бити економска, еколошки прихватљива и сигурнија алтернатива различитим физичким и хемијским методама за третман воде загађене антибиотицима. Истраживања показују да су различите гљиве способне да елиминишу антибиотике попут бифоназола, клотримазола, сулфонамида, оксацилина, окситетрациклина и флуорохинолона. Гљива Pleurotus ostreatus апсорбовала је окситетрациклин и елиминисала антибиотик из течне културе за само две недеље. Није показана активност ензима лаказе у разградњи окситетрациклина. Међутим, у разградњи различитих изоксазолилпеницилина попут оксацилина и диклоксацилина од стране колумбијског соја Leptosphaerulina sp. указује се на улогу лигнинолитичких ензима версатилне пероксидазе и лаказе. У разградњи различитих флуорохинолонских антибиотика попут ципрофлоксацина и офлоксацина од стране Trametes versicolor, од значаја су лигнинолитички ензими заједно са системом цитохрома 450. T. versicolor такође је елиминисао сулфаметазин до недетектабилних нивоа. Гљива Irpex lacteus, која има лигнинолитичке карактеристике, ефикасно и брзо је разградила флуорохинолонске антибиотике попут флумеквина, ципрофлоксацина и офлоксацина. Irpex lacteus такође је уклонио резидуалну антибактеријску активност норфлоксацина и офлоксацина, а у процесу разградње учествовао је ензим манган пероксидаза. Слично томе, антифунгални лекови бифоназол и клотримазол такође су апсорбовани и елиминисани од стране мицелија јестиве гљиве Lentinula edodes.